# Orsklobben
Orsklobben är en ö i Åland (Finland). Den ligger i Skärgårdshavet och i kommunen Brändö i landskapet Åland, i den sydvästra delen av landet. Ön ligger omkring 74 kilometer nordöst om Mariehamn och omkring 230 kilometer väster om Helsingfors.
Öns area är 10,7 hektar och dess största längd är 0,6 kilometer i öst-västlig riktning. Ön höjer sig omkring 10 meter över havsytan.